# John Coutts (marchand)
John Coutts (1699-1750) est un marchand et banquier britannique, Lord Provost d'Édimbourg en 1742.

## Biographie
Fils aîné de Patrick Coutts, commerçant à Édimbourg et précédemment de Montrose, et de sa première épouse, Jean Dunlop  il est né le 28 juillet 1699. Il se lance dans les affaires en tant que commissionnaire et négociant en céréales. Ayant acquis de la trésorerie, il devient négociateur de factures, une affaire que les banques négligent alors .
En 1730, Coutts entre au conseil de ville et, en 1742, il est élu Lord prévôt, dépensant généreusement et organisant les banquets dans sa propre maison. Il exerce ses fonctions jusqu'en 1744, après avoir été réélu. Il est mécène des beaux-arts .
Coutts est décédé à Nola, près de Naples, en 1751, à l'âge de 52 ans .

## Famille
Par son épouse Jean Stuart, décédée en 1736, Coutts a cinq fils et une fille. Parmi ces fils, James et Thomas Coutts sont les fondateurs de la banque Coutts & Co. (en). Deux autres fils, John et Patrick, ont survécu à l'âge adulte. Lorsque John est décédé en 1761 et que Patrick est devenu fou, la société a fait appel à un étranger, Sir William Forbes (6e baronnet), pour diriger la banque.